# Notophthiracarus spinus
Notophthiracarus spinus är en kvalsterart som beskrevs av Wojciech Niedbała 2006. Notophthiracarus spinus ingår i släktet Notophthiracarus och familjen Phthiracaridae. Inga underarter finns listade i Catalogue of Life.